# 617
617(육백십칠)은 616보다 크고 618보다 작은 자연수다.

## 수학
- 113번째 소수(素數)다. 앞의 소수는 613, 다음 소수는 쌍둥이 소수인 619다.
  - 30번째 슈퍼 소수로, 617의 소수 순번인 113도 소수다. 600번대 자연수 중 유일한 슈퍼 소수이며, 앞의 슈퍼 소수는 599, 다음은 709다.
  - 베르누이 수의 분자 {\displaystyle B_{20}}을 나눌 수 있는 비정규 소수다.
- 피타고라스 삼조의 빗변의 길이이다. ({\displaystyle 105^{2}+608^{2}=617^{2}})[a]
- {\displaystyle 617=109+113+127+131+137}
  - 연속하는 소수(素數) 5개의 합으로 나타낼 수 있으며, 이 성질을 지닌 앞의 수는 587, 다음 수는 647이다.
- {\displaystyle 617=(1!)^{2}+(2!)^{2}+(3!)^{2}+(4!)^{2}}
  - 4의 계승(4!)까지의 제곱합이다.
- {\displaystyle 617=16^{2}+19^{2}}
- {\displaystyle 31^{11}-1}은 617로 나누어떨어진다.

## 과학
- NGC 617: 고래자리 방향에 있는 은하.
- 617 파트로클로스(영어판): 소행성.

## 교통

### 철도
- 서울 지하철 6호선 증산역의 역번호.

### 도로
- 617번 지방도: 충청남도 서천군 장항읍 신창리에서 보령시 미산면 도화담리까지 이어지는 대한민국의 지방도.
- 현도 제617호선

## 군사
- U-617(영어판): 제2차 세계 대전에 사용된 나치 독일의 군용 잠수함.

## 문화유산
- 대한민국의 보물 제617호: 천마총 금제 관식

## 기타
- 날짜: 6월 17일
- 연도: 617년, 기원전 617년